# Теодор Дрейпер
Теодор «Тед» Х. Дрейпер (англ. Theodore H. "Ted" Draper; 11 вересня 1912 року — 21 лютого 2006 року) — американський письменник, автор книг з історії та політики. Дрейпер здобув популярність завдяки своїм 14 книгам, присвячених Комуністичній партії США, Кубинській Революції та Іран-контрас (англ. Iran-Contra affair також «ірангейт»). Дрейпер був членом Американської академії мистецтв і наук. 1990 року став лауреатом премії Герберта Фейса (Herbert Feis Award for Nonacademically Affiliated Historians from the American Historical Association).

## Біографія

### Ранні роки
Теодор Дрейпер народився в 11 вересня 1912 року в Україні. При народженні отримав ім'я Теодор Дубінський. У сім'ї було четверо дітей. Його молодшим братом був Гел Дрейпер, що став відомим істориком-марксистом. Батьки Теодора були етнічними євреями, іммігрували в Нью-Йорк з України, що в той час була частиною Російської Імперії. Його батько, Самюель Дубінський, був керуючим фабрикою з пошиття сорочок. Він помер в 1924 році. Його мати, Анні Корнблатт Дубінська, тримала магазин солодощів, щоб після смерті чоловіка зводити кінці з кінцями.
Теодор виріс в Брукліні, штат Нью-Йорк, США, і закінчив середню школу для хлопчиків. Коли Теду було двадцять років, його мати наполягла на тому, щоб сім'я змінила прізвище на «американське», щоб діти змогли уникнути антисемітизму і побудувати кар'єру.

### Політична діяльність
У 1930 році Дрейпер вступив до міського коледжу Нью-Йорка (англ. City College of New York Саме там він приєднався до Національної студентської ліги (NSL), частини комуністичної партії США, спрямованої на організацію і згуртування студентів коледжу. Це стало початком десятиліття, протягом якого Дрейпер «обертався на орбіті» Комуністичної партії США.

Згодом Дрейпер буде пригадувати:
 «Моя посвята пройшла в Національній Студентській Лізі, в яку я вступив у 1930 році. Більшість лідерів були членами Комсомолу, але я ні. Мені більше подобалося бути тим, хто симпатизує ідеології Комсомольській Організації, офіційно не вступаючи в її ряди. Я ревно вірив в те, що тільки Комуністичний рух, з усіма його можливими помилками і недоліками, здатний здійснити революцію і повинен бути близький до нього. Проте, я не хотів втрачати особистісної свободи, якою насолоджувався, не вступаючи в партію». 
 Дрейпер відзначав, що його безпартійність, можливо, навіть допомогла йому показати, що не потрібно бути комуністом, щоб займати лідерську позицію в Національній студентській лізі. Однак, участь в русі стало йому дорого коштувати, коли керівництво Комуністичної партії ухвалило рішення розподілити членів Національної студентської ліги з City College в інші кампуси, де організація ще не мала своєї присутності. Дрейперу було доручено перевестися в Бруклінську філію коледжу — рішення, яке він пізніше згадував як один із найсумніших днів життя.
У 1933 році Дрейпер закінчив Бруклінський коледж з дипломом бакалавра філософії; до цього часу Національна студентська ліга стала такою великою і впливовою організацією, що змогла фактично зірвати навчання на Перше травня. Потім Дрейпер вступає до аспірантури Колумбійського університету, де вчиться протягом двох років без отримання стипендії.
У 1935 Дрейпер знайомиться з Гаррі Ганнес (Harry Gannes), редактором іноземного відділу газети комуністичної партії «The Daily Woker». Гаррі Ганнес пропонує Дрейперу відкласти в сторону його академічну кар'єру і почати працювати в газеті в ролі його особистого помічника. Після серйозних роздумів Дрейпер приймає пропозицію і влаштовується в «The Daily Worker», де він працює протягом двох років помічником редактора іноземного відділу і пише публікації під псевдонімом Теодор Репард.
Літом 1936 року Дрейпер був запрошений у Москву у ролі кореспондента «The Daily Worker». Дрейпер був уже готовий вирушити до Росію, коли йому раптово сказали, що він не поїде, бо радянська влада може побачити у ньому загрозу своєї безпеки через те, що його брат Гел Дрейпер був троцькістом. Посада кореспондента «The Daily Worker» у Москві була запропонована другому журналісту.
У 1937 році Дрейпер перейшов в літературно-художній тижневик комуністичної партії «The New Masses», де він обійняв посаду редактора іноземного відділу і писав публікації під своїм справжнім ім'ям. 1938 року журнал відправляє Дрейпера до Європи для висвітлення напруженої геополітичної ситуації. Дрейпер працює в Франції, в Чехословаччині, висвітлюючи кризу, яка призвела до «Мюнхенської угоди» між Адольфом Гітлером і Невілом Чемберленом, і в Іспанії, висвітлюючи останні дні громадянської війни.
Після повернення з Європи в 1939 році до Дрейпера звернулося видавництво «Modern Age Publishers» з пропозицією написати книгу про політичну ситуацію в Європі. Дрейпер використав книжковий аванс як можливість піти з тижневика, і він вирушає до Парижа для проведення подальших досліджень. У листопаді 1939 року Дрейпер повертається до Сполучених Штатів, але зміна політичної ситуації і, як наслідок, зміна політичної лінії Комуністичної Партії, в кінцевому рахунку, перешкодили публікації книги Дрейпера.
На прохання редакції протягом 1939—1940 рр. Дрейпер продовжував періодично писати для «The New Masses» на різні теми. Оскільки влітку 1940 року Франція впала під натиском нацистської Німеччини, Дрейперу було запропоновано терміново опублікувати статтю про значення цієї події. Стаття під назвою «Новий момент у Франції» вийшла в номері від 9 липня 1940 року. У ній Дрейпер стверджував, що французький крах змінив баланс сил в Європі і натякнув, що Радянський Союз ймовірно буде наступною метою нацистів.

Дрейпер пригадував:
 "Перша стаття вийшла без великих редакційних обговорень. Тоді всі були приголомшені французьким розгромом, і партійна лінія відразу не встановилася. Мене попросили написати ще одну статтю на ту ж тему і спробувати сказати те ж саме в ще сильнішій формі. Але на цей раз партійна лінія наздогнала мене звісткою з Москви. Радянська преса дала зрозуміти, що нічого не змінилося, не було ніяких нових проблем і нових умов, не було «нового моменту в Європі». ' … Моя друга стаття так і не була опублікована. Це був перший раз, коли моя стаття була відхилена ". 
 Після цього Дрейпер відмовився писати статті для «The New Masses», обмежившись кількома рецензіями на книги, щоб уникнути повного розриву зв'язків з комуністичним рухом. Він також пропрацював шість місяців як кореспондент ТАСС, до того як стати співробітником тижневика французькою мовою в Нью-Йорку. Незважаючи на запрошення повернутися, після вторгнення нацистів на територію Радянського Союзу в червні 1941 року, що підтверджувало його прогнози, Дрейпер вважав це неможливим і замість цього працював в ряді тимчасових місць, щоб звести кінці з кінцями.
У 1943 році Дрейпер був покликаний в армію США і був тим самим був «врятований від роздумів про американський комунізм» принаймні на найближчі три роки. Дрейпер був призначений на роботу в історичну секцію 84-ї піхотної дивізії, в кінцевому підсумку написавши офіційну версію діяльності дивізії під час битви при Арденнах. У 1944 році побачила світ книга Дрейпера під назвою «Шеститижнева війна», що вийшла у видавництві «The Viking Press». Почався перехід Дрейпера від політичного журналіста до історика.

### Історик
Після Другої світової війни Дрейпер працював позаштатним журналістом, багато писав для журналу «Commentary». 1950 року він почав писати для новинного журналу «The Reporter», заснованого Максом Асколі (Max Ascoli). Такі письмові завдання були повноцінною роботою, але залишали Дрейперу час для інших літературних занять.
Дрейпер почав думати про написання «традиційної» історії американської комуністичної партії, заснованої на документальних джерелах, що відповідає науковим стандартам. У 1952 році отримавши грант, Дрейпер починає працювати над своїм новим проєктом. Під керівництвом політолога Клінтона Россітера (Clinton Rossiter) з Корнельського університету Фонду Республіки (Fond of the Republic) він вирішив опублікувати повномасштабну історію американського Комунізму. Девід А. Шеннон (David A. Shannon) з університету Вісконсіна був затверджений написати історію Комуністичної партії США в післявоєнний період, в той час, як Дрейпер був обраний для створення монографії про ранні роки партії. 1959 року Роберт У. Іверсон (Robert W. Iverson) написав в цій серії працю «Комуністи і школи».
Клінтон Россітер дав Дрейперу два роки на завершення всього проєкту — історію американського комунізму від його витоків в 1919 році до звільнення партійного лідера Ерла Браудера наприкінці Другої світової війни. Дрейпер приступив до роботи, збираючи джерела і проводячи інтерв'ю з живими учасниками періоду становлення американської комуністичної партії. Серед тих, з ким він вів велике листування, був Джеймс П. «Джим» Кеннон (James P. «Jim» Cannon), звільнений з організації в 1928 році за підтримку Льва Троцького. Дрейпер зазначив, що листи Кеннона були свого роду «перлиною». 1962 року листи Джима Кеннона Теду Дрейперу були в кінцевому рахунку опубліковані у вигляді книги «Перші десять років американського комунізму».
Тим часом Дрейпер закінчив свою роботу для Россітера і Фонду республіки. Однак його книга закінчувалася 1923 роком.
Дрейпер передав рукопис Клінтону Россітера, який був обурений таким скороченням оповідання, але він дуже потребував публікації, щоб показати, що проєкт Фонду Республіки живий і функціонує. Таким чином, в 1957 році рукопис пішов в друк без перегляду як робота про коріння американського комунізму. А Россітер повернув Дрейпера до роботи ще на два роки, щоб завершити решту зумовленого періоду часу.
Але до свого жаху Дрейпер знову порушує домовленості, завершивши другий том 1929 роком — вигнанням партійного лідера Джея Лавстоуна (Jay Lovestone) і його однодумців. Клінтон Россітер знову запротестував, але в 1960 році опублікував у видавництві «Viking Press» другий том під назвою «Американський Комунізм і Радянська Росія».
Був запланований третій том, для якого Дрейпер почав збирати дослідний матеріал. Але, на жаль, в цей час у Фонд республіки перестає існувати, і робота була зупинена. Дрейпер передає свій дослідницький матеріал молодому вченому Харві Клеру (Harvey Klehr) з Університету Еморі. Книга Клера, в якій використовувалися дослідницькі матеріали Дрейпера, але в написанні якої сам Дрейпер не брав участі, була опублікована в 1984 році.
Після того як фонд перестав фінансувати роботу Дрейпера, теми його досліджень змінюються. Пішла серія статей, книг і брошур, присвячених революції Кастро. 1960 року у видавництві Фредеріка А. Прегер (Frederick A. Praeger) виходять «Міфи і реальність».
Робота Дрейпера як історика Кубинської революції привернула до нього увагу Інституту Гувера з питань війни, революції і миру (Hoover Institution on War, Revolution, and Peace), антикомуністичного аналітичного центру, розташованого в Стенфордському університеті. Дрейпер приймає запрошення Інституту Гувера і залишається там аж до 1968 року. Потім він залишає посаду через зростаючий консерватизму установи. Дрейпер переїхав через всю країну, щоб зайняти аналогічну посаду в Інституті перспективних досліджень (Institute for Advance Study), розташованому в Прінстонському університеті, де він займався питанням расових відносин.
Дрейпер протягом тривалого часу співпрацює з журналом «Коментар» і пізніше з журналом «Нью-Йоркський книжковий оглядач».

### Смерть і спадщина
21 лютого 2006 року Теодор Дрейпер помер в своєму будинку в Прінстоні, Нью-Джерсі. Йому було 93 роки.
Папери Дрейпера знаходяться в двох місцях. Матеріали, що стосуються двох його опублікованих книг про американський комунізм і Кубинську революцію, зберігаються в архіві Інституту Гувера Стенфордського університету в Пало-Альто, Каліфорнія, США. Ще 63 коробки з матеріалами, зібраними для його неопублікованої третьої книги про американський комунізм, плюс понад 120 котушок мікрофільмів та інших дослідницьких матеріалів, можна знайти в бібліотеці рукописів, архівів і рідкісних книг Університету Еморі в Атланті, штат Джорджія, США.

## Праці
- Spain in Revolt. As Theodore Repard, with Harry Gannes. New York: Alfred A. Knopf, 1936.
- The Six Weeks' War: France, May 10 — June 25, 1940. New York: Viking Press, 1944.
- The 84th Infantry Division in the Battle of the Ardennes, December 1944 — January 1945, Liege, Belgium: Historical Section, 84th Infantry Division, April 1945.
- The Roots of American Communism. New York: Viking Press, 1957.
- American Communism and Soviet Russia: The Formative Period. New York: Viking Press, 1960.
- Ordeal of the UN: Khrushchev, Hammarskjöld, and the Congo Crisis. New York, The New Leader, 1960.
- Castro’s Cuba: A Revolution Betrayed? New York: The New Leader, 1961.
- Cuba and United States Policy. New York: The New Leader, 1961.
- Castro's Revolution: Myths and Realities. New York, Praeger, 1962.
- Castro's Communism. London, Encounter, 1962.
- Five Years of Castro's Cuba. New York: American Jewish Committee, 1964.
- The Roots of the Dominican Crisis. New York, League for Industrial Democracy, 1965.
- Castroism, Theory and Practice. New York, Praeger, 1965.
- Abuse of Power. New York: Viking Press, 1967.
- Israel and World Politics: Roots of the Third Arab-Israeli War. New York, Viking Press, 1968.
- The Dominican Revolt: A Case Study in American Policy. New York, Commentary, 1968.
- The Rediscovery of Black Nationalism. New York: Viking Press, 1970.
- The Dominican Intervention Reconsidered. Indianapolis: Bobbs-Merrill, 1971.
- The United States and Israel: Tilt in the Middle East? New York: American Jewish Committee, 1975.
- On Nuclear War: An Exchange with the Secretary of Defense: Caspar Weinberger vs. Theodore Draper. Boston: Council for a Livable World Education Fund.
- The Atlantic Alliance and Its Critics. With Robert W. Tucker and Linda Wrigley. New York: Praeger, 1983.
- Present History: On Nuclear War, Detente and Other Controversies. New York: Random House, 1983.
- A Present of Things Past: Selected Essays. New York: Hill and Wang, 1990.
- A Very Thin Line: The Iran-Contra Affairs. New York: Hill and Wang, 1991.
- A Struggle for Power: The American Revolution. New York: Times Books, 1996.